# 쓰루가정
쓰루가정(敦賀町)은 후쿠이현 쓰루가군에 설치되었던 정이다. 현재는 쓰루가시 중심부에 해당된다. 현재 쓰루가시는 다른 자치단체이다.

## 역사
- 1889년 4월 1일 - 정촌제 시행에 의해 쓰루가군 쓰루가정이 성립하였다.
- 1937년 4월 1일 - 마쓰바라촌과 합병해, 쓰루가시가 성립하였다.

## 교통

### 철도
- 일본 철도성
  - 호쿠리쿠 본선
  - 오바마선

### 도로
- 국도 제12호선

## 참고문헌
- 大日本篤農家名鑑編纂所編『大日本篤農家名鑑』大日本篤農家名鑑編纂所、1910年。
- 『大日本博士録 VOLUME V』発展社、1921 - 1930年。
- 『가도카와 일본 지명 대사전 18 福井県』。